# Eddie Ockenden
Pour les articles homonymes, voir Ockenden.
Eddie Ockenden, né le 3 avril 1987 à Hobart, est un joueur australien de hockey sur gazon.

## Biographie
Il est nommé porte-drapeau de la délégation australienne aux Jeux olympiques d'été de 2024 à Paris aux côtés de la kayakiste Jessica Fox.

## Palmarès
- Médaille d'argent aux Jeux olympiques de Tokyo en 2020
- Médaille de bronze aux Jeux olympiques de Pékin en 2008
- Médaille de bronze aux Jeux olympiques de Londres en 2012[2]